# Olle Lindström (politiker)
Rolf Olle Abel Lindström, född 11 februari 1936 i Överluleå församling i Norrbottens län, är en svensk politiker (moderat), som var riksdagsledamot för Norrbottens läns valkrets 1991–2002. Han var även kommunstyrelsens ordförande i Bodens kommun 2003–2010. Olle Lindström är morfar till ishockeymålvakten Daniel Larsson.